# Bundesgymnasium und Bundesrealgymnasium Sillgasse

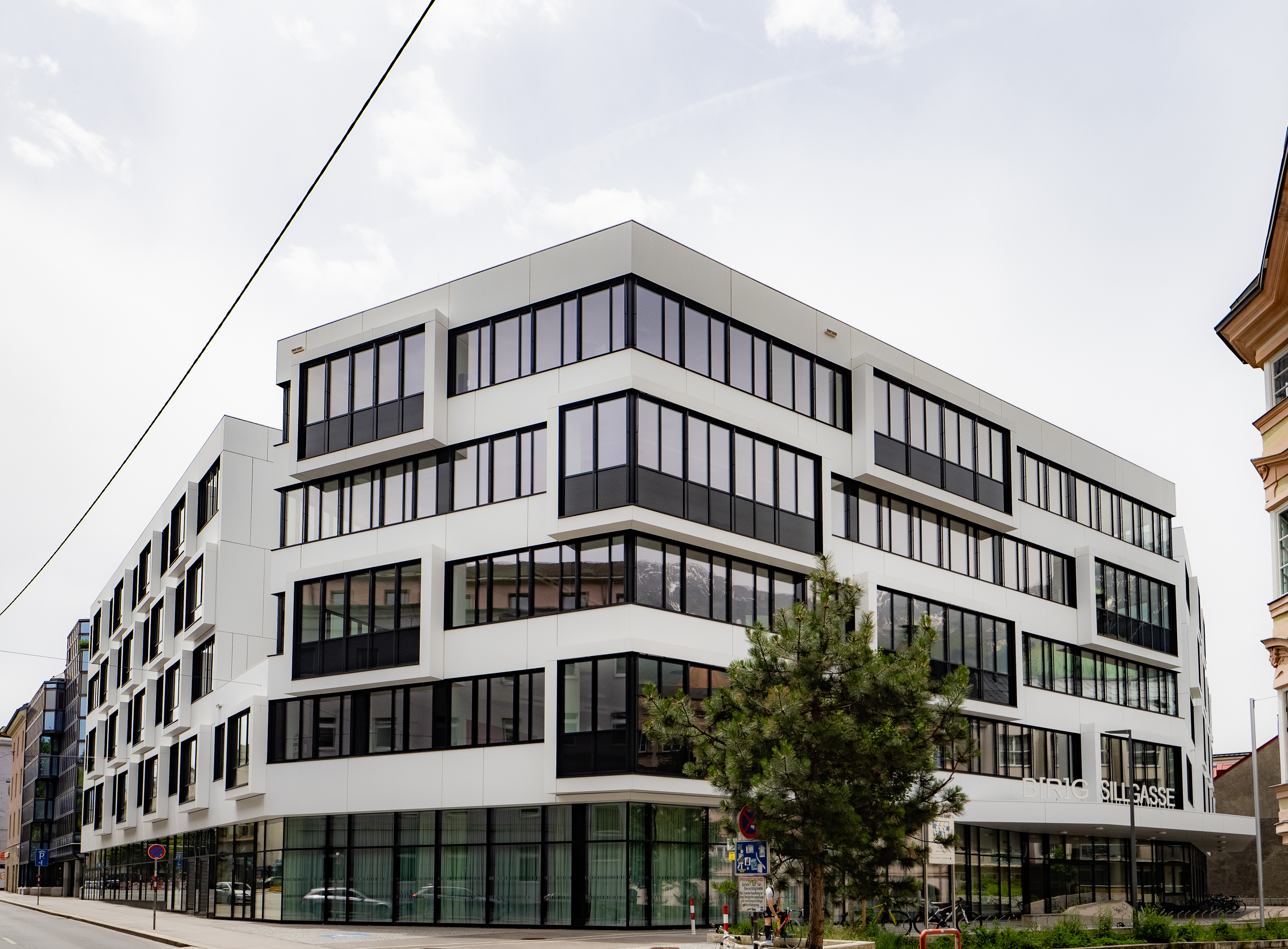
BG/BRG Sillgasse

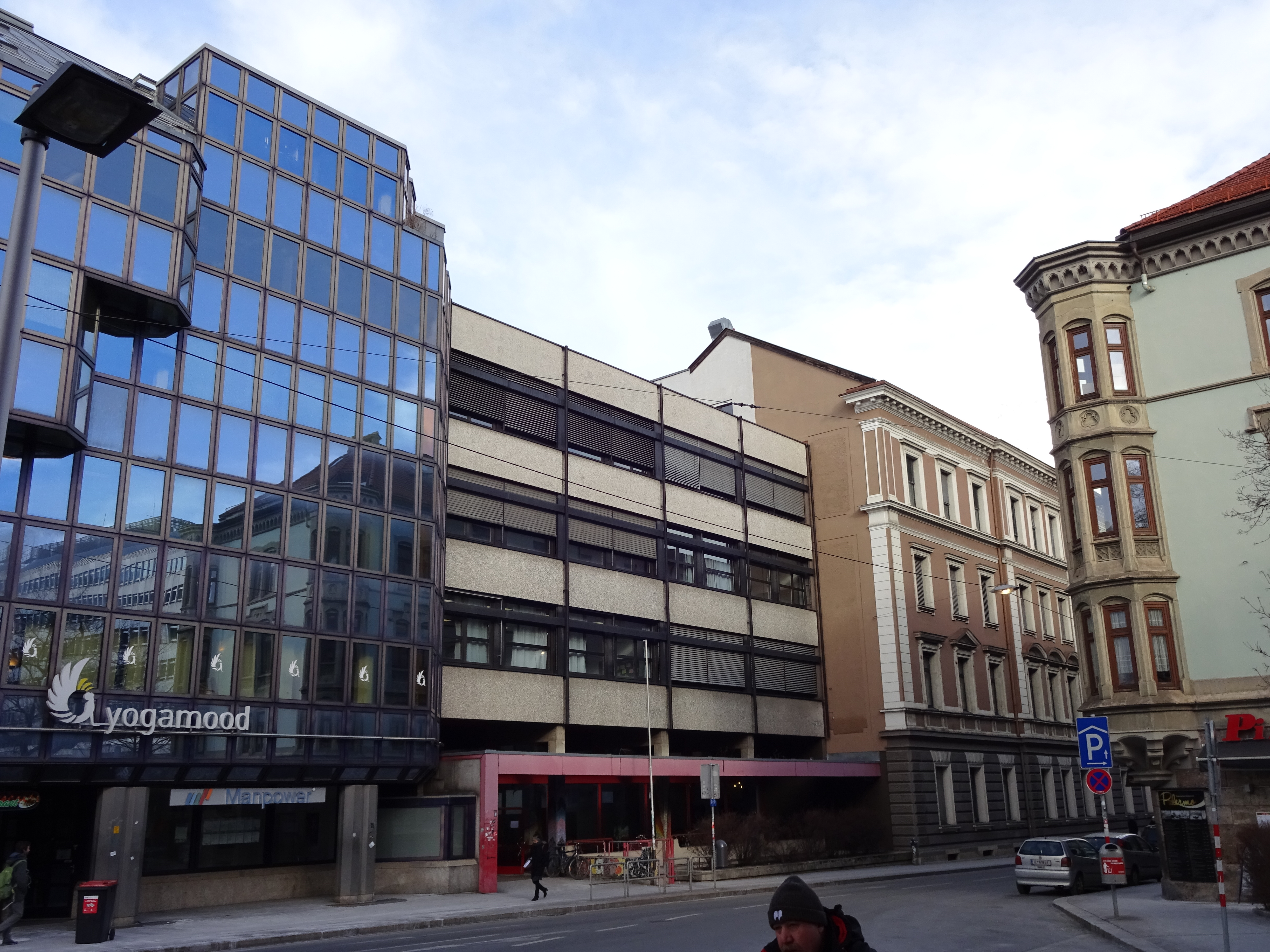
BG/BRG Sillgasse vor dem Abriss mit Altbau (rechts) und Neubau (Mitte)

Das Bundesgymnasium und Bundesrealgymnasium Sillgasse (kurz BG/BRG Sillgasse) ist ein je nach Zweig auf Sprachen (BG) und Naturwissenschaften (BRG) spezialisiertes Gymnasium in der Innenstadt von Innsbruck.

## Geschichte
Gegründet im Jahr 1910 ist es das älteste staatliche Mädchenrealgymnasium auf dem Gebiet Österreichs. Die zunächst als Höhere Töchterschule geführte Einrichtung wurde alsbald in ein Realgymnasium für Mädchen umgewandelt. Als in den 1960ern ein Bundesgymnasium angeschlossen wurde firmierte die Schule seit 1976 unter dem Namen Bundesgymnasium und Bundesrealgymnasium Innsbruck – Sillgasse. 2010 feierte die Schule mit einem Festumzug das hundertjährige Bestehen der Einrichtung.
Im März 2019 begann der Abriss vom alten Schulgebäude um Platz für den Neubau zu schaffen, für die Zwischenzeit diente als Ausweichquartier für die Schüler und Lehrer ein Areal auf dem Gelände der Universität Innsbruck in der Technikerstraße 19b. Mit Beginn des Schuljahres 2021 wurde das neue Schulgebäude in der Sillgasse bezogen.

## Besonderheiten
- Seit 1991 gibt es in jedem Jahrgang eine Klasse mit Offenem Lernen, die vier Jahre geführt wird.
- In der gesamten Unterstufe existieren Klang- und Kunsträume und es gibt Informations- und Kommunikationstechnologie-Klassen.
- Soziales Lernen gilt für alle ersten Klassen und Mediation für alle Klassen.
- Der Unterricht von der fünften bis zur achten Klasse wird als modulares System durchgeführt.
- Seit 2016 bietet die Schule einen Zweig mit bildnerischem Schwerpunkt an.

## Arbeitsgemeinschaften
Die Mädchen-Schwimmmannschaft gewann im Juni 2011 die Bundesmeisterschaft Schwimmen in Linz. Im Bundeslandbewerb wurden sie Dritte. An Arbeitsgemeinschaften wird neben Schwimmen, Handball, Fußball und Volleyball zudem angeboten (Auswahl):
| - Bühnenspiel - Cambridge Certificate - Chor - DELF (Diplôme d’Etudes en langue française) - ECDL – Computerführerschein - Leseclub - iRecycle (eine Umwelt- und Recycling AG) - Lego League | - Netzwerktechnik - Mediation - MentorPlace – Mädchenförderung im IT-Bereich - Schulnetzwerkbetreuung - Schulnetzradio - Chemieolympiade - Fotografie |

iRecycle

Logo des Projekts

Da die Schule jedes Jahr über tausend Euro alleine für die Müllentsorgung ausgibt, startete man mit der Klasse 6D (2011/12) eine Recycling AG. Mit dem Projekt und der richtigen Mülltrennung will man diesen Betrag deutlich reduzieren, da die Entsorgung von reinem Altplastik, Altmetall und Altpapier kostenfrei ist. Im Gegensatz dazu muss die Schule hohe Gebühren für ungetrennten Restmüll zahlen. Das Geld, das durch richtige Mülltrennung gespart wird, wird beispielsweise für weitere Projekte und Ausflüge genützt.
Pro Klasse teilte man drei Müllboxen aus. Es gibt jeweils eine für Plastik-, Metall- und Papiermüll. Bei Bedarf entleeren zwei Schüler in der großen Pause die Boxen, sowie immer am Freitag, um Schimmelbefall zu vermeiden. Der Restmüllkübel jedoch, wird weiterhin von den Reinigungskräften entleert.